# A teleportálatlan ember
A teleportálatlan ember (The Unteleported Man) Philip K. Dick 1966-os sci-fi regénye, amely először 1964-ben jelent meg novellaként.
Egy olyan jövőről szól, amelyben egy egyirányú teleportációs technológia lehetővé teszi 40 millió ember kivándorlását egy Bálnaszáj nevű kolóniára egy Föld-szerű bolygón, amelyet a reklámok buja zöld utópiaként mutatnak be. Amikor egy csődbe jutott űrutazási cég tulajdonosa megpróbál 18 éves repülőúttal eljutni a kolóniára, hogy visszahozza az esetleg elégedetlen telepeseket, hatalmas erők próbálják megakadályozni, hogy kiderüljön az igazság.
Ez a kisregény 1964-ben jelent meg a Fantastic magazinban, majd később egy Ace Books kiadónál. Dicket arra kérték, hogy bővítse a szöveget, amelyet a szerző megtett, de csak a halála után (1983-ban) adták ki Lies, Inc. (Kamu Rt.) címmel.

## Történet
|  | Alább a cselekmény részletei következnek! |

Egy új teleportációs technológi feleslegessé teszi az űrhajóval való utazást. A Fomalhaut csillagrendszerben található új kolónia, a Bálnaszáj negyvenmillió kivándorló célpontja, de az út csak egyirányú, a Földre való visszateleportálás állítólag lehetetlen. A visszatérés egyetlen módja az űrhajó, egy tizennyolc éves utazás az utasok számára, akiket a felfüggesztett életműködés egy korlátozott formájának vetnek alá.
Rachmael ben Applebaum, akinek cégét tönkretette a teleportálás, úgy dönt, hogy saját űrhajójával, az Omphalosszal teszi meg az utat a Bálnaszájba. Mivel úgy érzi, hogy a telepesek lelkes beszámolói talán hamisak, úgy dönt, hogy a régi módon teszi meg az utat, arra az esetre, ha a telepesek közül néhányan vissza akarnak térni. Matson, a Kamu Rt. vezetője segíti Applebaumot, de befolyásos és hatalmas erők próbálják megakadályozni, hogy Rachmael végrehajtsa a tervét.
A Kamu RT. A teleportálatlan ember kibővített változata új első fejezetet és mintegy száz oldalnyi további kifejtést tartalmaz. Ez a korábban kiadatlan anyag a 8. fejezetben kezdődik a következő mondattal: „Maró füst gomolygott körülötte, csípte az orrát.” Ami ezután következik, az egy valóban borzalmas, gyötrelmes részletességgel leírt drogtrip, amelyet Rachmael átél, miután megérkezik a célállomásra, és egy LSD-vel hegyezett dárda eltalálja. A bővített anyag végül a 15. fejezetben ér véget, közvetlenül az ismételt mondat előtt: „Maró füst gomolygott körülötte, csípte az orrát.”
A körülmények arra kényszerítették Rachmaelt, hogy feladja eredeti terveit, és helyette energiaátvitel útján utazzon a célállomásra. A Telpor technológia baljós módosításai nyilvánvalóan azt okozzák, hogy az áldozatai különféle úgynevezett „paravilágokat” tapasztalnak meg, amelyekről úgy gondolják, hogy valahogyan valóban léteznek, mint életképes alternatív valóságok. A résztvevők attól tartanak, hogy az egymás közötti konszenzus vagy egyetértés a paravilágok leírását illetően valahogy azt eredményezheti, hogy az egyik vagy másik paravilág egyre agresszívebben nyilvánul meg, míg végül teljesen kiszorítja a jelenlegi valóság-paradigmát. Rachmael saját párvilági tapasztalata pedig állítólag a legrosszabb az összes közül.
A Bálnaszájon a Föld médiája által bemutatott harmonikus agrártársadalom helyett katonai elnyomórendszert talál, ahol minden bevándorló egyfajta fasiszta hadigépezet részévé válik, amelyet a Harmadik Birodalom híveinek leszármazottai irányítanak. Matsonnak és az odaküldött maroknyi ügynöknek esélye sincs a milliós hadsereggel szemben. Matsont megölik, de alkalmazottjának és szeretőjének, Freyának sikerül kódolt üzenetet küldenie a Földre, és értesíteni az ENSZ-t a dolgok valódi állásáról. Az Egyesült Nemzetek Szervezete megkapja az üzenetet, és leállítja a transzportereket. 
|  | Itt a vége a cselekmény részletezésének! |

## Szereplők
- Rachmael ben Applebaum: a történet főhőse. Az Applebaum Enterprise, egy űrhajózási cég egykori tulajdonosa.
- Theodoric Ferry: a teleportáló gépeket üzemeltető cég vezetője.
- Matson Glazer-Holliday: a Kamu Rt. nevű rendőri szervezet vezetője.
- Freya Holm: Matson Glazer-Holliday szeretője és a Kamu Rt. alkalmazottja.
- Sepp von Einem: a Telpor eszköz megalkotója és a HÖK[3] alkalmazottja.
- Gregory Gloch: von Einem fiatal tanítványa és képzett fegyvertervező.
- Al Dosker: a Kamu Rt. afroamerikai ászpilótája.

## A kiadásokról
Ez a könyv Dick más regényeihez képest szokatlan kiadástörténettel rendelkezik. A történet eredetileg a Fantastic magazinban jelent meg 1964-ben. A történet jogait ezután az Ace Books vásárolta meg, de Dick későbbi átdolgozásait, amelyekkel a kéziratot regényhosszúságúvá kívánta tenni, elutasították, és az eredeti történetet 1966-ban adták ki.
A kibővített történetet 1983-ban a Berkley Books adta ki. Dick átdolgozta az anyagot, hogy az eredeti, 1965-ös bővítéseket is tartalmazza (az 1965-ös kéziratból hiányzott néhány oldal, ami folytonossági problémákhoz vezetett). Az író 1982 márciusában meghalt, és az átdolgozás befejezetlenül maradt. Az eredeti történetet Dick átdolgozásaival együtt 1984-ben adták ki Lies, Inc. (Kamu Rt.) címmel. A hiányzó oldalakat megtalálták és 1985-ben publikálták. 2004-ben megjelent a Lies, Inc. új kiadása, amely a megtalált oldalakat is tartalmazza.

## Fordítás
- Ez a szócikk részben vagy egészben  a   The Unteleported Man című angol Wikipédia-szócikk ezen változatának fordításán alapul.  Az eredeti cikk szerkesztőit annak laptörténete sorolja fel. Ez a jelzés csupán a megfogalmazás eredetét és a szerzői jogokat jelzi, nem szolgál a cikkben szereplő információk forrásmegjelöléseként.